# Архангельское (сельское поселение Завидово)
Арха́нгельское — деревня в Конаковском районе Тверской области. Входит в состав сельского поселения «Завидово».

## География
Находится в юго-восточной части Тверской области на расстоянии приблизительно 17 км на юго-запад по прямой от районного центра города Конаково на правом берегу реки Дойбица.

## История
На карте 1860 года здесь был показан спиртозавод.

## Население
Численность населения: 15 человек (русские 93 %) в 2002 году, 10 в 2010.